# Tasmanian International 2002
Il Tasmanian International 2002 è stato un torneo di tennis giocato sul cemento. È stata la 9ª edizione del Tasmanian International, che fa parte della categoria Tier V nell'ambito del WTA Tour 2002. Si è giocato al Hobart International Tennis Centre di Hobart in Australia dal 7 al 13 gennaio 2002.

## Campionesse

### Singolare
Martina Suchá ha battuto in finale  Anabel Medina Garrigues con il punteggio di 7–6(7), 6–1

### Doppio
Tathiana Garbin /  Rita Grande hanno battuto in finale  Catherine Barclay-Reitz /  Christina Wheeler con il punteggio di 6–2, 7–6(3)